# Heksenlijst Belgisch Limburg
Deze heksenlijst Belgisch Limburg bevat ter dood gebrachte heksen in Limburg. Tussen haakjes staat de plaats van terechtstelling en het jaar van executie.
Bruno Indekeu onderzocht kwantitatief de heksenvervolging in het gebied van de huidige provincie Limburg vanaf 1532 en komt tot het volgende resultaat: honderdachttien Limburgse heksenprocessen eindigden drieënzeventig keer (61%) op een vuurdood en twaalf keer (10%) op een vrijspraak. Zesmaal (5%) werd een verbanning uitgesproken. Eén keer werd de beschuldigde veroordeeld tot de schandpaal, driemaal tot een openbare boetedoening.
Limburgse plaatsen met verhoudingsgewijs de meeste terechtstellingen: Borgloon (11), Montenaken (10), Lummen (7), Pietersheim (7), Rekem (15) en Rutten (4)

## Bekende namen
- Elen Aechten (Kuringen 1540)
- Marie Bertrand (Gerstecoven 1581)
- Marie Bleecken (Gutshoven? ca. 1611)
- Marie Bruers (Oostham 1616)
- Lyn Charliers (Rutten 1679)
- Marie Coenen (Tongeren 1668)
- Eynken Cuypers (Mechelen a.d. Maas ca. 1601)
- Anne de Wotrenge (Borgloon 1582)
- Ailid Dimenche-Martin (Emaal 1637)
- Jehen Dries Toecken (Rutten 1679)
- Elisabeth Engelen (Gratem ? 1610)
- Anna Fox (Tongeren 1658)
- Henry Gardinn (Heusden1605)
- wed. Jan Geerts (Lummen 1614)
- Catharina Gylis (Millen 1573)
- Birthe Vanlangenaeker (Alken 1611)
- Eva Heckers (Hymesdael 1618)
- Niesken Heineskens Schetters (Rekem 1610)
- Margriet Herroes (Borgloon 1551)
- Margriet Jans ( Herk-de Stad 1642)
- Luyt Jegers (Rutten 1538)
- Jehen Kremers (Rekem 1591-1592)
- Liesken Kroes (Rekem 1614)
- Jan Le Loup (Heusden1607)
- Leyse (Wonk 1573)
- Mey Lieben (Haren ca. 1601)
- E. Marye (Wonk 1573)
- Mechteld Mellen (Pietersheim 1613)
- Anna Michiels (Mettecoven 1665)
- Maria Nijsten (Pietersheim 1603)
- Geet Nonfacis de Oude (Kuringen 1540)
- Agnes op de Bies (Neerharen 1611)
- Lise Pattar (Emaal ca. 1612)
- Elisabeth Pisen (Emaal ca. 1612)
- Katlijn Pleers (Oostham 1616)
- Entgen Poerren (Rekem 1610)
- Johan Prickelke (Maaseik 1605)
- Belie Rombouts (Borgloon 1532)
- Lieske Russelen (Kozen 1593)
- Marie Sweers (Veulen 1667)
- Petrus Sybrecht (Pietersheim 1618)
- Katlijn Timmermans (Hoepertingen ca. 1592)
- Marguerite Tiranten (Lummen 1614)
- Jehen Tossen Beckers (Rekem 1610)
- Odilia Tsraets (Duizendjarige Eik te Lummen 1614)
- Lynken Tsraets (Duizendjarige Eik te Lummen 1614)
- Catharina Valleye (Rutten 1679)
- Mechtild van Bunch (Pietersheim 1603)
- Maria Vrancken (Hymesdael 1618)
- Maria Wijsmans (Borgloon 1611)
- Catlijn Wilbaert (Borgloon 1611)
- Catlijn Wolters Maroien (Borgloon 1611)
- Heylken Wuotgens (Pietersheim 1613)
- Helena Wuotgens (Pietersheim 1603)
- Suzanna Zoor (Pietersheim 1613)
- Leyn Wecks, ook bekend als Catheleyn Cuypers (Eksel 1725)[3]

## Namen (nog) niet gekend
- een ongekend persoon in Diepenbeek (voor 1532)
- 10 vrouwen in Montenaken (1539)
- 5 personen in Borgloon (1541)
- verschillende personen in Haren (ca. 1592)
- 3 personen in Gratem-Borgloon (1592)
- verschillende personen in Bommershoven (ca. 1594)
- 3 personen in Pelt(?) (1595)
- ca. 10 mensen in Rekem (1610)
- 2 vrouwen in Neerharen (1611)
- 3 personen in Lummen (1616)